# Catosa
 (octobre 2016).
Catosa (Carrocerias Toluca S.A. de C.V.) était une entreprise mexicaine de production d’autobus. Fondé en 1957, il a disparu en 2005. Catosa était le principal fabricant de bus du Mexique.
Son nom a été changé par Operbus.